# Río Hotan
El río Hotan o Khotan o Ho-t'ien (en chino, 和田 河; pinyin, Hé Hetian) es un río que fluye al norte de la montañas Kunlun, por el desierto de Taklamakan, en el norte de China. 
El río Hotan se forma por la unión de los ríos Yurungkash (Jade Blanco, de 513 km) y Karakash (Jade Negro, de 808 km) en medio del desierto, a unos 145 kilómetros al norte de la ciudad de Khotan. El río fluye 290 kilómetros hacia el norte a través del desierto y desemboca en el río Tarim. Debido a que el río es alimentado por el deshielo de las montañas, sólo lleva agua durante el verano y se seca el resto del año. El cauce del río Hotan proporciona el único sistema de transporte a través de la cuenca del Tarim.